# Aliens: Colonial Marines
Aliens: Colonial Marines is een computerspel ontwikkeld door Gearbox Software en uitgegeven door Sega voor de PlayStation 3, Xbox 360 en Windows. het first-person shooterspel is uitgekomen op 12 februari 2013.

## Plot
Het spel volgt een fictieve groep mariniers, in een poging om de megacorporatie Weyland-Yutani over te halen om overlevenden van het ruimteschip Sulaco te redden. Ondertussen heeft Weyland-Yutani andere plannen met de aanwezige Xenomorphs op de Sulaco.

## Spel
Het spel is gebaseerd op de horrorfilms in de Alien-franchise. De campagne-modus bevat 11 missies waarin spelers verschillende controlepunten moeten bereiken, terwijl zij vechten tegen een invasie van Xenomorphs.
Spelers hebben de beschikking uit verschillende wapens waaronder pistolen, geweren, granaten en vlammenwerpers. Zij kunnen ook lasapparatuur gebruiken om deuren af te dichten en bewegingsapparatuur om onzichtbare vijanden op te sporen.
Het spel bevat ook een co-op-modus waarin meerdere spelers kunnen samenwerken in twee teams die tegen elkaar strijden.

## Ontvangst
| Recensiescore             | Recensiescore                 |
| Recensieverzamelaar       | Score                         |
| ------------------------- | ----------------------------- |
| Metacritic                | 45% (PC) 43% (PS3) 48% (X360) |
| Publicist                 | Score                         |
| Destructoid               | 2,5                           |
| Electronic Gaming Monthly | 9                             |
| Eurogamer                 | 3                             |
| Game Informer             | 4                             |
| GameSpot                  | 4,5                           |
| IGN                       | 5 (PC) 4,5 (PS3, X360)        |

Aliens: Colonial Marines ontving negatieve recensies. Men had vooral kritiek op de ongeïnspireerde gameplay, technische problemen en de ondermaatse grafische kwaliteit. GameSpot beschreef het spel als een "oppervlakkig hoopje science-fiction, gemixt met een goedkope productie en onverschillige houding." Alleen Electronic Gaming Monthly prees het spel vanwege het respect voor het bronmateriaal.
Ondanks de felle kritiek was het spel in maart 2013 ruim 1,31 miljoen keer verkocht.
Op aggregatiewebsite Metacritic heeft het spel verzamelde scores van 45% (PC), 43% (PS3) en 48% (X360).